# Хилис, Джордж
Джордж Альберт Хилис (англ. George Albert Healis; 3 июня 1906, Филадельфия, Пенсильвания — 6 декабря 1990, Форт-Лодердейл, Флорида) — американский гребец, выступавший за сборную США по академической гребле в конце 1920-х годов. Серебряный призёр летних Олимпийских игр в Амстердаме в зачёте распашных безрульных четвёрок.

## Биография
Джордж Хилис родился 3 июня 1906 года в Филадельфии, штат Пенсильвания.
Занимался академической греблей в местном филадельфийском клубе Pennsylvania Barge Club, при этом его спортивная карьера оказалась очень короткой, так, ему ни разу не довелось выиграть титул национального чемпиона ни в одной из дисциплин.
Наивысшего успеха в гребле на международном уровне он добился в сезоне 1928 года, когда вошёл в основной состав американской национальной сборной и благодаря череде удачных выступлений удостоился права защищать честь страны на летних Олимпийских играх в Амстердаме. В программе распашных безрульных четвёрок совместно с партнёрами по филадельфийскому клубу Уильямом Миллером, Чарльзом Карлом и Эрнестом Байером благополучно преодолел все предварительные этапы, тогда как в решающем финальном заезде на финише секунду уступил гребцам из Великобритании — тем самым выиграл серебряную олимпийскую медаль.
После амстердамской Олимпиады Хилис больше не показывал сколько-нибудь значимых результатов в академической гребле на международной арене. Оставив спорт, впоследствии стал практикующим архитектором.
Умер 6 декабря 1990 года в городе Форт-Лодердейл, штат Флорида, в возрасте 84 лет.